# Wspaniały świat braci Grimm
Wspaniały świat braci Grimm (ang. The Wonderful World of the Brothers Grimm) – baśń filmowa z 1962 roku oparta na opowiadaniach braci Grimm oraz ich biografii autorstwa dra Hermanna Gerstnera. Zdjęcia kręcono w Bawarii (m.in. Dinkelsbühl, Rothenburg ob der Tauber, zamek Neuschwanstein).

## Obsada
- Laurence Harvey – Wilhelm Grimm
- Karlheinz Böhm – Jacob Grimm
- Claire Bloom – Dorothea Grimm
- Walter Slezak – Stossel
- Barbara Eden – Greta Heinrich
- Oscar Homolka – Książę
- Martita Hunt - Anna Richter (bajarka)
- Betty Garde - panna Bettenhausen
- Bryan Russell - Friedrich Grimm
- Ian Wolfe - Gruber
- Walter Rilla - ksiądz
- Yvette Mimieux - księżniczka
- Russ Tamblyn - leśnik/ Tom Thumb (we śnie Wilhelma)
- Jim Backus - król
- Beulah Bondi - cygan
- Terry-Thomas - Sir Ludwig
- Buddy Hackett - Hans
- Otto Kruger - król na procesie Ludwiga
- Arnold Stang - Rumplestiltskin (we śnie Wilhelma)
- Stan Freberg, Thurl Ravenscroft and Dal McKennon - elfy
- Peter Whitney - olbrzym (niewymieniony w czołówce)
- Tammy Marihugh - Pauline Grimm
- Cheerio Meredith - pani von Dittersdorf
- Willy Reichert - malarz (niewymieniony w czołówce)
- Gregory Morton - Michael Dantino